# Bobby Orr (ijshockeyer)

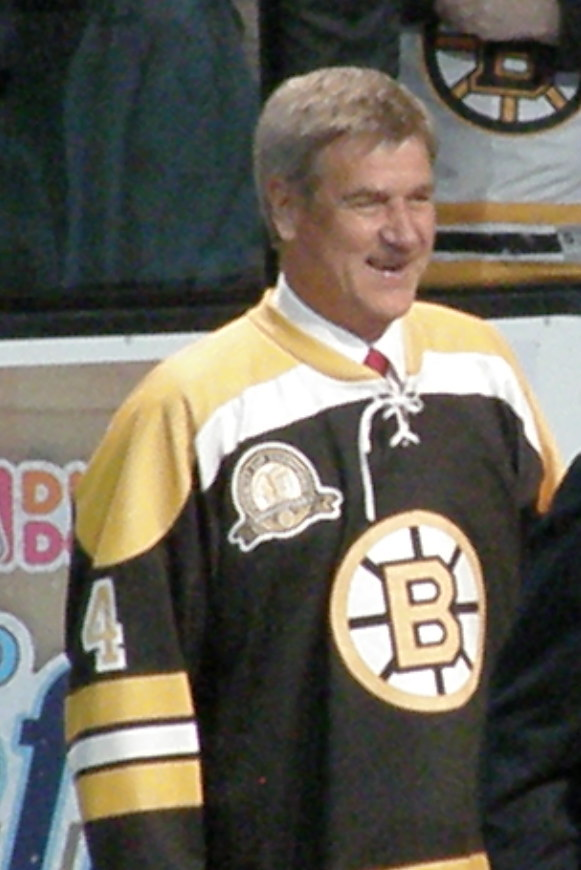
Bobby Orr

Robert Gordon Orr (Parry Sound, 20 maart 1948) is een Canadees voormalig professionele ijshockey speler. Orr speelde 4 seizoenen bij de Oshawa Generals voordat hij in 1966 12 jaar in de National Hockey League (NHL) uitkwam, de volgende tien seizoenen met de Boston Bruins, zijn laatste 2 jaar speelde hij bij de Chicago Blackhawks. Orr wordt algemeen erkend als een van de grootste ijshockeyspelers aller tijden, volgens sommigen een meer complete speler dan Wayne Gretzky (The Great One).
- Gemeinsame Normdatei: 1053033273
- International Standard Name Identifier: 0000 0000 7404 9422
- Library of Congress Control Number: n50002373
- Nationale Bibliotheek van Tsjechië: xx0189105
- Nationale Bibliotheek van Israël: 987007421314005171
- Nederlandse Thesaurus van Auteursnamen: 322368944
- Système universitaire de documentation: 242767710
- Virtual International Authority File: 92322940
- WorldCat: E39PBJxmJ9kM6R4dmmPB44kv73